# Collezione d'arte dell'Istituto Campana per l'Istruzione Permanente

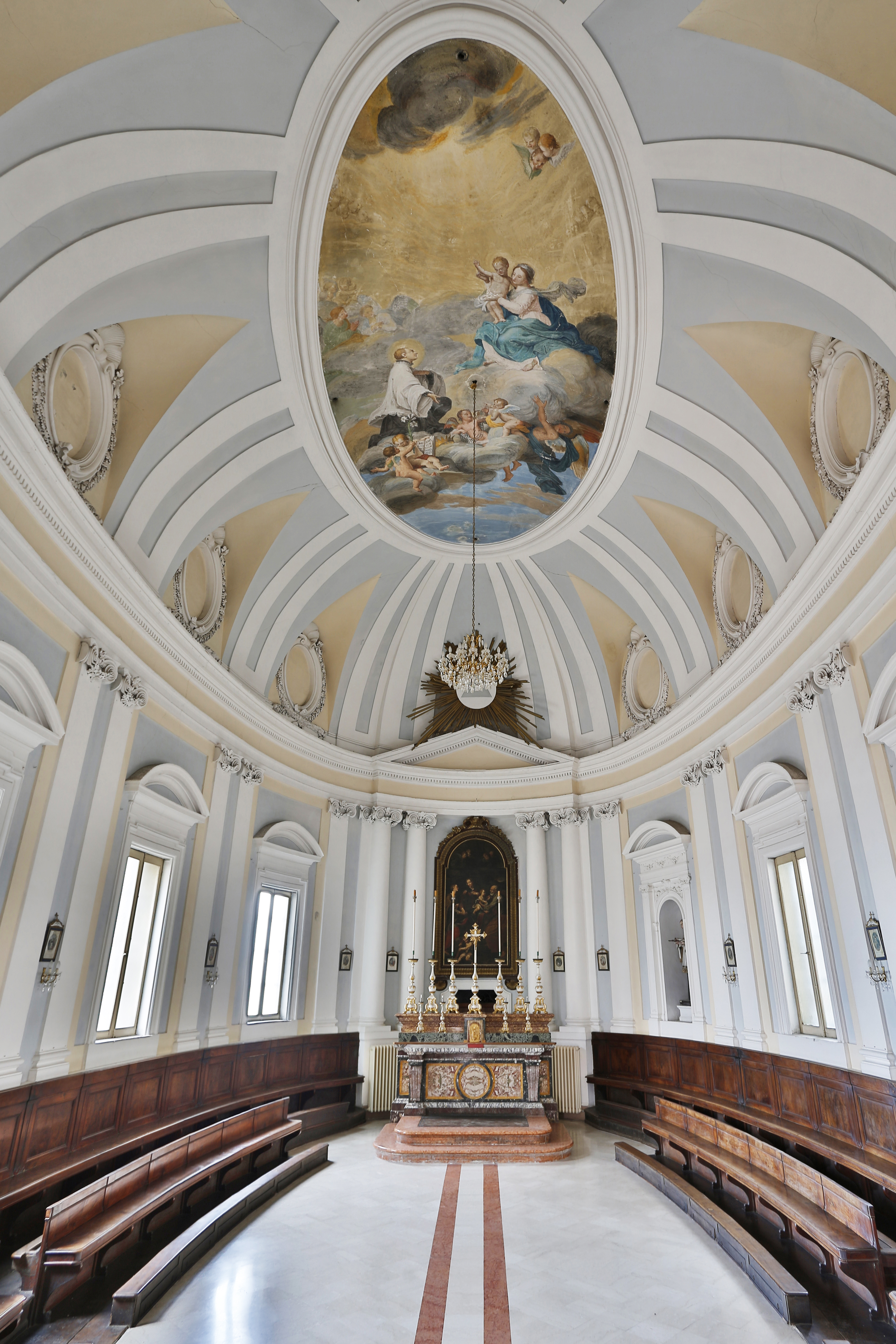
Cappella di Palazzo Campana (Osimo)

La Collezione d'arte dell'Istituto Campana per l'Istruzione Permanente è una raccolta di opere d'arte conservata presso Palazzo Campana a Osimo.

## Storia della collezione
La raccolta, conservata dall'Istituto Campana per l'Istruzione Permanente, deve la sua origine per la maggior parte allo spirito collezionistico di Federico Campana che, nel corso della propria vita, ebbe modo di raccogliere numerose opere d’arte destinate alla sua galleria. Un'attestazione di questa passione coltivata dal nobile osimano è offerta da un inventario conservato nell'Archivio storico Campana, il quale elenca tutte le opere raccolte da Federico Campana, alcune delle quali è possibile ammirare ancora oggi presso Palazzo Campana. Tra i nomi di maggior spicco, risalta nell'inventario quello di Guercino, al quale sono attribuiti numerosi dipinti. Analisi e studi condotti sui soggetti e sulla tecnica pittorica hanno però permesso di evidenziare come la maggior parte delle opere non sia autografa, ma più verosimilmente da ricondurre alla scuola del maestro. 
Dopo la scomparsa di Federico Campana e la trasformazione del palazzo nella sede del Nobil Collegio Convitto Campana e del Seminario Vescovile, la collezione originaria si ampliò, nel corso dei secoli, di una serie di grandi ritratti celebrativi di vescovi e cardinali che amministrarono l’istituzione formativa e di alcuni busti.
Tra questi ultimi si segnalano i due busti in marmo bianco, collocati nell'atrio del Palazzo, raffiguranti i pontefici Leone XII e Pio VIII, entrambi studenti del Campana negli anni ’70 del ‘700.

## Descrizione delle opere principali

### Compianto sul Cristo Morto
L'opera è copia seicentesca del Compianto su Cristo morto di Antonio Allegri detto il Correggio, conservato presso la Galleria nazionale di Parma, di cui sono stati mantenuti sia il soggetto che il formato. I personaggi rappresentati sono riconoscibili, secondo la tradizione del tema, in Gesù, Maria di Cleofe, Marta, la Beata Vergine, la Maddalena e Giuseppe di Arimatea, intento a scendere dalla scala appoggiata sulla croce.

### Madonna con Bambino

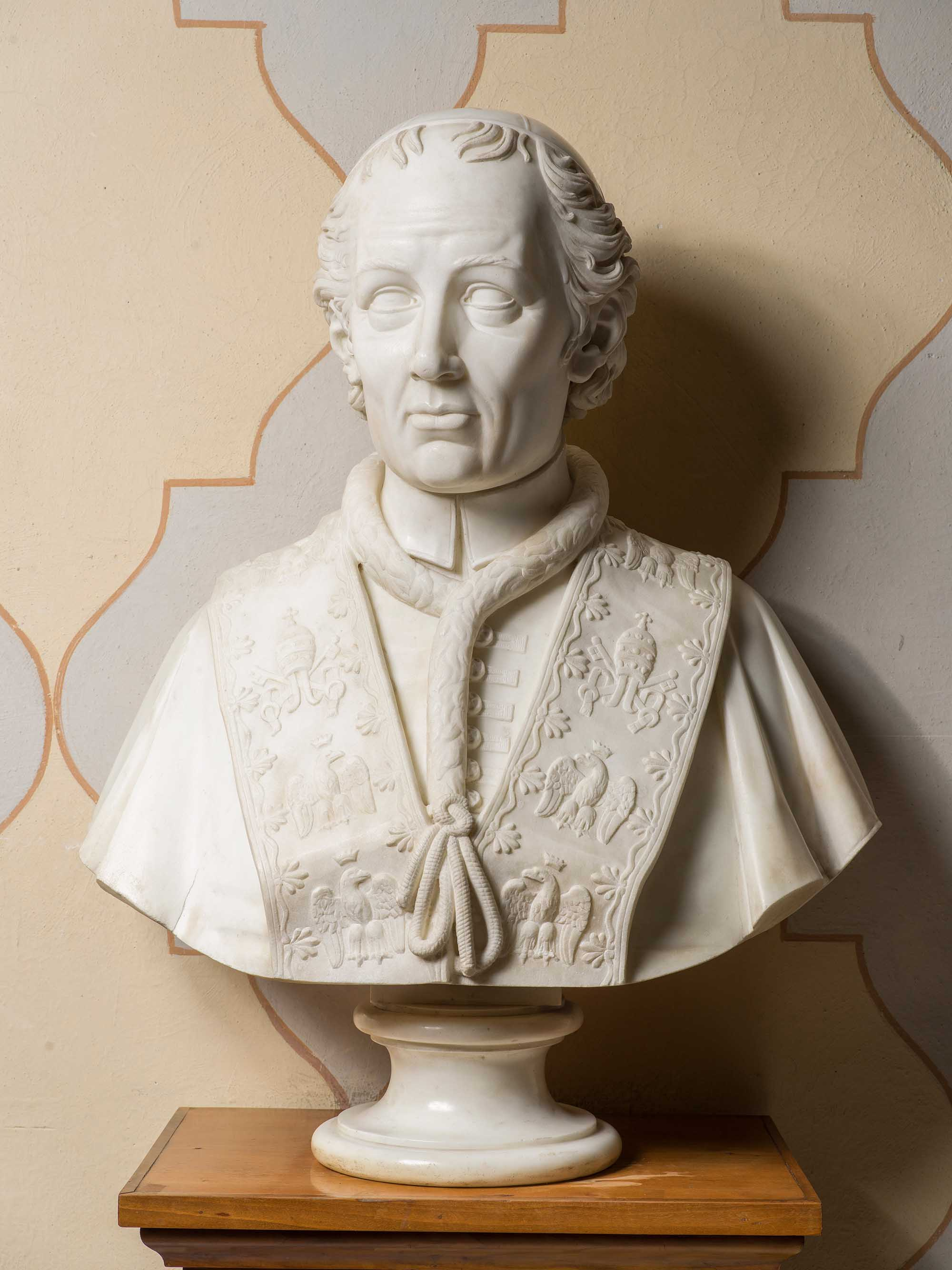
Busto di Leone XII presso Palazzo Campana (Osimo)

La tela è una copia di bottega di un dipinto di Guercino conservato presso il Phoenix Art Museum. Pur non essendo citata nell'inventario di Federico Campana, con ogni probabilità si può riferire al nucleo di dipinti guercineschi che il marchese osimano raccolse nella sua magione.

### Madonna con Bambino e San Giovannino

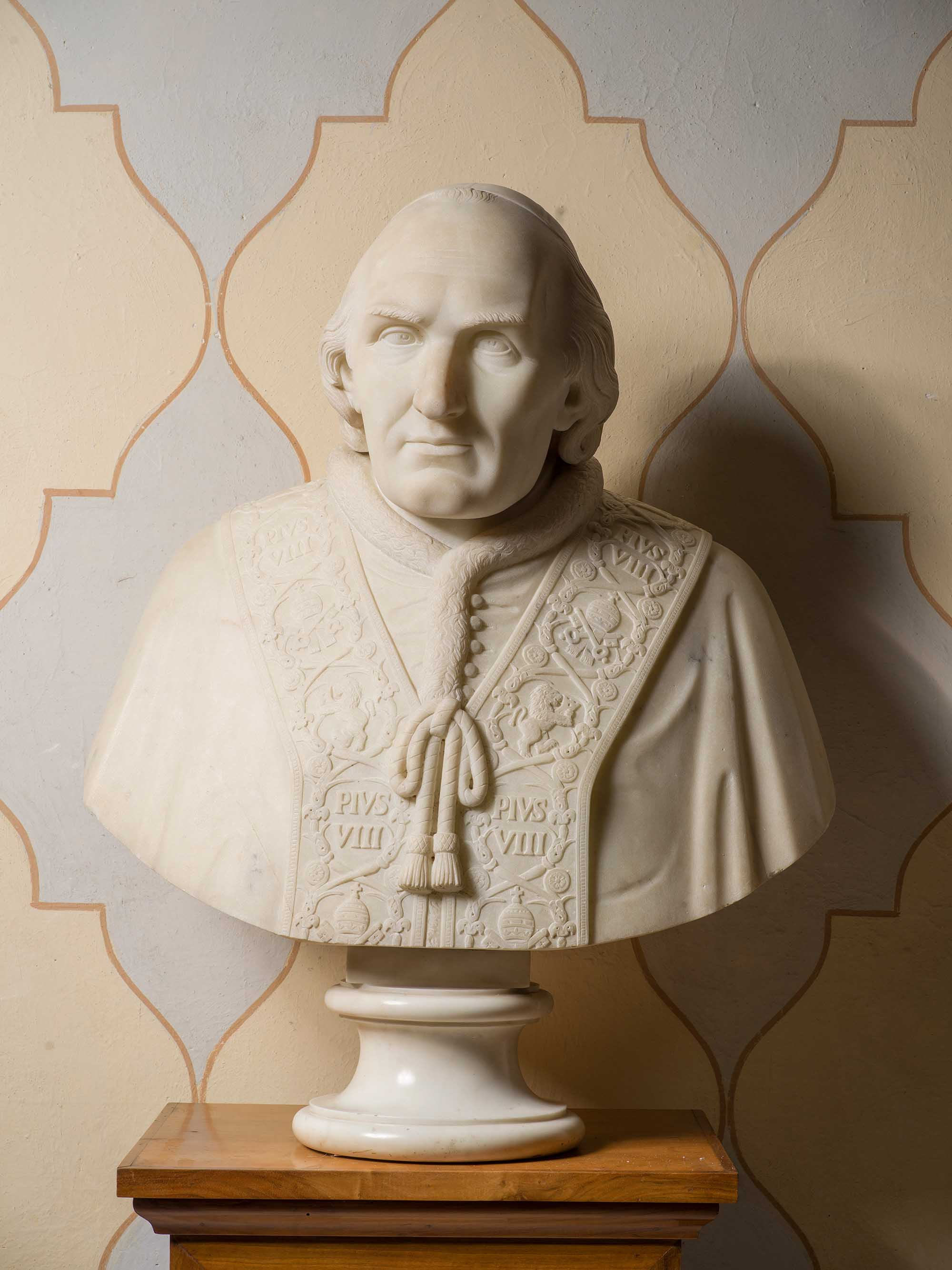
Busto di Pio VIII presso Palazzo Campana (Osimo)

L'opera, concessa in deposito al Comune di Osimo nel 2000 per il nascente Museo Civico, dal 2014 è tornata nella collezione d’arte di provenienza a Palazzo Campana. La tavola, che non apparteneva alla collezione di Federico Campana, è giunta nella collezione per altri tramiti, a oggi non noti. L’opera è ascrivibile alla scuola di Francesco Raibolini detto il Francia. Il quadro, con ogni probabilità legato al mercato delle tele devozionali di piccolo formato, rappresenta la Vergine che tiene in braccio il Cristo bambino proiettato verso San Giovannino.

### Madonna con Bambino, San Girolamo, Santa Maria Maddalena e San Giovannino
L'opera, che è una copia della nota opera di Correggio conservata presso la Galleria nazionale di Parma, è identificabile con la pala d'altare che della cappella della famiglia Campana nella chiesa di Santa Maria della Piazza in Osimo, abbattuta nel 1866. La critica ne ha assegnato la realizzazione alternativamente al Domenichino o al Cesare Aretusi, ma viste le evidenti somiglianze con la pala raffigurante la “Sacra Famiglia, Santa Barbara e un angelo”, è possibile attribuirla a un pittore di area emiliana. L'opera rappresenta la Vergine che regge in braccio Gesù bambino; sulla destra Santa Maria Maddalena e San Giovannino, mentre sulla sinistra un angelo e San Girolamo, accompagnato dal leone.

### Madonna con Bambino, Santa Lucia e altra Santa
L'opera, concessa in deposito al Comune di Osimo nel 2000 per il nascente Museo Civico, dal 2014 è ritornata a far parte del patrimonio dell'Istituto Campana. Essa non apparteneva alla collezione di Federico Campana, pertanto dovrebbe essere entrata a far parte del patrimonio del Collegio Campana in un momento successivo. Dettagli stilistici e riferimenti all'ambito veneziano del XVI secolo permettono di attribuire la realizzazione all'abruzzese Polidoro da Lanciano, seguace di Tiziano. L'opera rappresenta la Vergine con Gesù bambino in braccio; sulla sinistra si riconosce Santa Lucia, mentre sulla destra è presente una figura femminile, non identificabile per mancanza di attributi iconografici specifici.

### Sacra Famiglia con Santa Barbara e un angelo
Si tratta di una pala d'altare collocata dietro l'altare maggiore della Cappella di Palazzo Campana. L'opera, posta entro una cornice dorata riccamente decorata, è stata ricondotta erroneamente alla maniera del pittore pesarese Giannandrea Lazzarini, che ebbe con Osimo un legame piuttosto solido, avvalorato dalle numerose committenze. In realtà, essa può essere datata ad epoca anteriore al XVIII secolo e assegnata a un artista di area emiliana: l'opera è infatti copia della tavola di Michelangelo Anselmi, conservata presso la Galleria nazionale di Parma. Essa rappresenta la Sacra Famiglia, con San Giuseppe che tiene in braccio Gesù bambino, la Vergine, Santa Barbara e, ai loro piedi, un putto.

### San Francesco d'Assisi
L'opera, concessa in deposito al Comune di Osimo - nel 2000 - per il nascente Museo Civico, dal 2014 è ritornata a far parte del patrimonio dell'Istituto Campana. Venne registrata come "di buona mano" nell'inventario di Federico Campana e già nel 1999 venne ascritta all'«ambito del Guercino»; l'assegnazione al Guercino venne proposta da Vittorio Sgarbi in occasione della mostra Da Rubens a Maratta del 2013 e confermata da Papetti nel 1014, dopo il restauro dell'opera. Il dipinto rappresenta un San Francesco incappucciato, con lo sguardo estatico rivolto in alto, che reca in braccio un crocifisso.

### Sibilla Tiburtina
L'opera è riconducibile alla scuola del Guercino e faceva parte di un ciclo - oggi conservato soltanto parzialmente - di quattro dipinti dedicati a figure femminili, come Sofonisba e Lucrezia. In particolare, il quadro rappresenta una donna in atteggiamento pensante con un turbante orientale in testa e un putto che reca in mano un grosso volume, sul quale indica il nome della profetessa stessa. Il tema proposto nel dipinto, che richiama il ciclo delle Sibille realizzate dal Domenichino nella prima metà del XVII secolo, è quello della profezia della venuta di Cristo. Secondo la tradizione, infatti, la Sibilla Tiburtina avrebbe predetto all'imperatore Augusto la nascita di Gesù.

## Accessioni successive
Accanto al nucleo principale della Collezione d'arte dell'Istituto Campana, in gran parte coincidente con l'eredità di Federico Campana, sono state acquisite nel tempo altre opere d'arte, tanto scultoree che pittoriche. Tra queste, la maggior parte ha una chiara finalità encomiastica, omaggiando da un lato personalità importanti per la storia del Collegio Campana, e dall'altro celebri docenti o studenti dello stesso.

### Busto di Aurelio Saffi
Frutto del lavoro di un autore ignoto, con ogni probabilità di ambito marchigiana, il busto può essere datato al 1891 e ha il preciso scopo di rinnovare la memoria del periodo trascorso da Aurelio Saffi in qualità di studente presso il Nobil Collegio Convitto Campana. Esposta dapprima nella Sala grande del Collegio (oggi, l'Aula Magna), l'opera si trova oggi collocata nello scalone di Palazzo Campana, e più specificamente nel secondo pianerottolo tra il piano terra e il primo piano.

### Busto di Federico Campana
Il busto per materiale, caratteristiche e dimensioni, risulta vicino a quello di Aurelio Saffi descritto in precedenza; ciò autorizza a ritenere che la sua realizzazione vada fatta risalire alla stessa mano e al medesimo periodo. Le due sculture appaiono legate anche dalla comune presenza in un inventario di beni databile al 1895. L'opera intende omaggiare Federico Campana, grazie al cui lascito testamentario fu possibile istituire il Collegio maschile Collegio.

### Busto di Leone XII
L'11 ottobre 1823, il vescovo di Osimo Ercole Dandini comunicava al Nobil Collegio Convitto Campana l'elezione al soglio pontificio di Leone XII e comandava di omaggiare il nuovo pontefice con un busto. Il lavoro venne affidato a Fedele Bianchini, che era stato allievo di Antonio Canova a Roma. L'opera venne conclusa nel 1824 e da quel momento venne esposta nella Sala grande del Collegio, finché con ogni probabilità alla fine del XX secolo venne spostata nell'atrio di Palazzo Campana a seguito di un intervento di restauro sull'edificio.

### Busto di Pio VIII
Non sono disponibili dettagli in merito alle circostanze di committenza del busto di Pio VIII, ma è possibile affermare che anche questo sia opera di Fedele Bianchini in virtù della somiglianza che lo lega all'omologo dedicata al Papa Leone XII. Come quest'ultima scultura, anche il busto di Pio VIII potrebbe essere stato realizzato in concomitanza con l'elezione al soglio pontificio del cardinale Francesco Saverio Castiglioni; altrettanto attendibile, però, è la lettura secondo cui si tratti di un omaggio realizzato dopo la morte del Papa: nel 1829, infatti, per celebrare l'elezione di Pio VIII venne realizzata una stampa i cui caratteri si ritrovano nelle forme del busto.

### Galleria di ritratti
La galleria si compone di alcune opere pittoriche destinate a omaggiare il ricordo di benefattori e personalità importanti per la storia del Collegio Campana e del Seminario Vescovile. Si segnalano, in particolare, i ritratti di:
- Giacomo Lanfredini: Vescovo di Osimo e Cingoli, donò alla Biblioteca dell'ente un congruo numero di volumi e fu responsabile anche dell'ampliamento di alcune aree di Palazzo Campana; nel ritratto, il soggetto è rappresentato mentre tiene in mano un libro e ne indica una sezione con l'indice della mano destra;
- Pompeo Compagnoni: anch'egli Vescovo di Osimo, donò alla Biblioteca del Nobile Collegio e Seminario oltre cinquanta volumi. La sua liberalità legata ai volumi della Biblioteca è oggi attestata dal ritratto di Domenico Luigi Valeri, non soltanto grazie a un'apposita iscrizione nella parte inferiore del quadro, ma anche grazie alla rappresentazione del soggetto, intento a sfogliare un libro, mentre alle sue spalle si intravede uno scaffale ricco di volumi;
- Guido Calcagnini: di origini ferraresi, fu anch'egli Vescovo di Osimo. Ha legato il suo nome alla storia del Nobile Collegio e Seminario grazie a un ricco incremento di volumi per la Biblioteca. Il ritratto, eseguito da Giovanni Domenico Porta, rappresenta Calcagnini seduto al tavolo in poltrona mentre osserva lo spettatore e con in mano destra regge in lettura una carta[18].

## Autori illustri

### Fedele Bianchini
Nacque a Macerata il 27 ottobre 1791 e dal 1807 studiò scultura a Roma, dove rimase per circa dieci anni ed ebbe per maestro Antonio Canova. Rientrato a Macerata, aprì il proprio studio di scultura e insieme agli artisti Domenico Ricci e Francesco Ercolani istituì un'accademia dove avrebbero insegnato gratuitamente. Morì a Macerata il 19 dicembre 1857. Nel corso della propria vita, oltre ad avere l'incarico di docente e di vicepresidente della Società d'agricoltura ed industria di Macerata, svolse il ruolo di amministratore dei fondi maceratesi del Collegio di Spagna di Bologna e ovviamente fu sculture apprezzato in prima persona. Tra le numerose attestazioni, si ricordano monumenti sepolcrali, come quello realizzato in omaggio al padre (chiesa di San Giovanni a Macerata), e ritratti, come quelli dei Papi Leone XII e Pio VIII conservati presso Palazzo Campana o quello di Gregorio XVI, commissionatogli dal Comune di Macerata nel 1831 e oggi conservato presso Palazzo Buonaccorsi. Bianchini realizzò, inoltre, molte altre opere scultore su incarico - ad esempio - delle città di Ancona e Maiolati-Spontini.